# Маттан II
Маттан (Метенна) II (*д/н — бл. 729 до н. е.) — цар міста-держави Тіра в 730—729 роках до н. е.

## Життєпис
Походження його достеменно невідоме. З Ассирійських анналів знано, що після придушення повстання у 732 році до н. е. тіро-сідонський цар Хірам II втратив сідонські володіння, але зберіг Тір. Втім вже близько 730 року до н. е. Маттан повалив Хірама II, захопивши владу. Напевне був родичем Хірама, про що свідчить його ім'я. За іншою, менш достовірною версією, він був братом або іншим родичем Лулі, який перед тим став царем Сідона.
Напевне його становище не було певним, тому Маттан II відправив ассирійському цареві Тіглатпаласару III величезну данину у 150 талантів золотом (4300 кг) і 2000 талантів сріблом (57,3 т).
За однією версією, сплативши данину Маттан II отримав від царя Ассирії згоду на узурпацію трону. Можливо навіть, що ініціатива повалення Хірама II належала Тіглатпаласару III, що вже не довіряв останньому. За іншим припущенням, Маттан II невдовзі спробував здобути незалежність від Ассирії, але також зазнав невдачі й такою даниною спробував вмилостивими ассирійців. Проте був повалений у 729 році до н. е. (за іншою версією 727 р. до н. е.). Трон Тіра перейшов до Лулі.